# Trouy
Trouy település Franciaországban, Cher megyében. Lakosainak száma 4034 fő (2022. január 1.). Trouy Arçay, Bourges, Lissay-Lochy, Plaimpied-Givaudins és Le Subdray községekkel határos.

## Népesség
A település népessége az elmúlt években az alábbi módon változott:
| Lakosok száma | 785  | 2845 | 2877 | 3797 | 3894 | 3942 | 3959 | 3953 | 3977 | 4034 |
|               | 1968 | 1982 | 1990 | 2006 | 2013 | 2015 | 2017 | 2019 | 2020 | 2022 |